# Pierre Miressou
 (mars 2019).

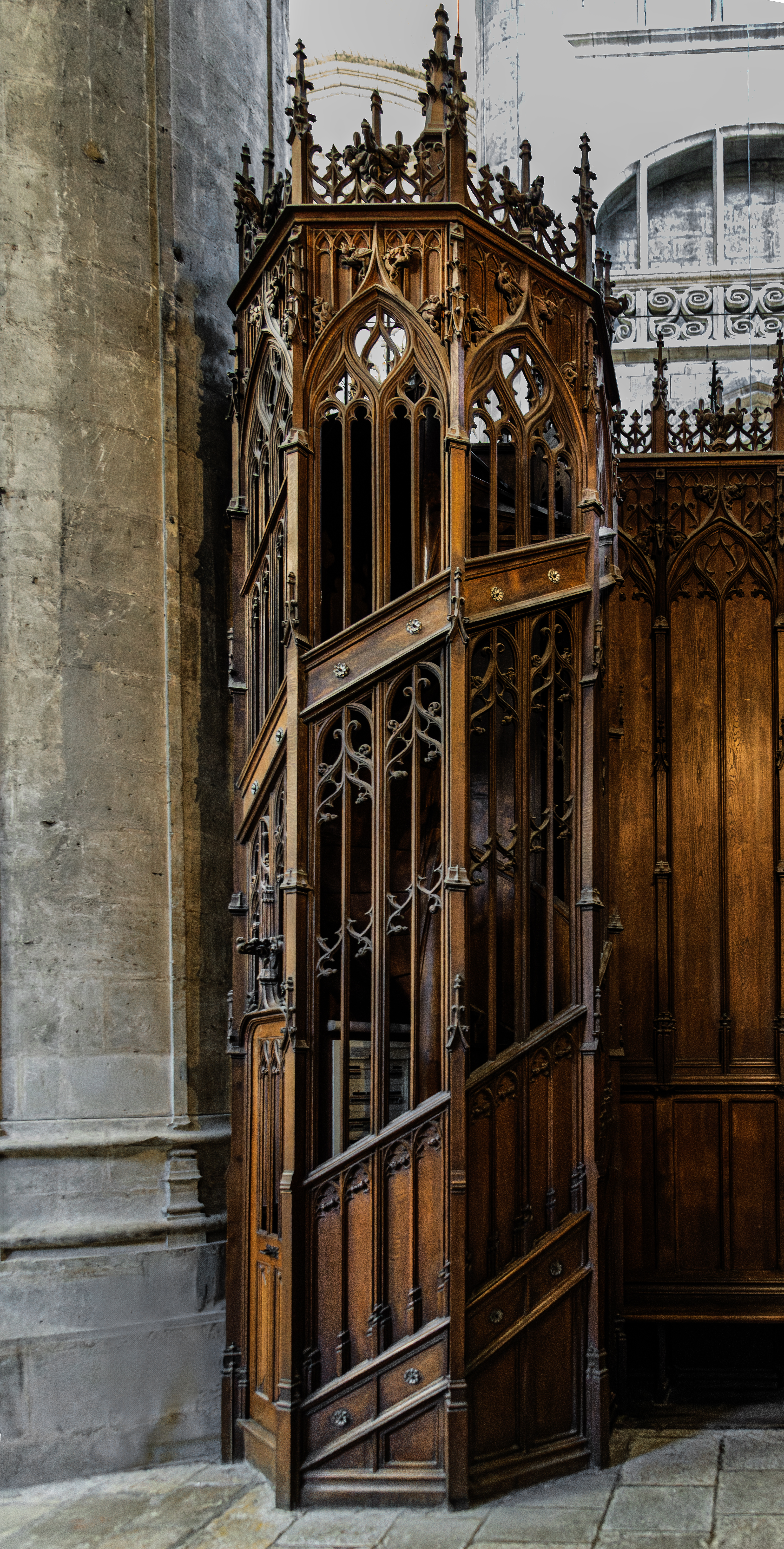
Escalier vis du Grand Chœur de la Cathédrale Sainte-Marie d'Auch

Pierre Miressou (ou Mirisson ou Mirissou), dit Bellerose, né au XVIIe siècle et mort en 1690 à Auch, est un tailleur de pierre et architecte français originaire de Peyrehorade.

## Biographie
Il est parfois qualifié de tailleur de Bayonne. Il vient travailler à la cathédrale Sainte-Marie d'Auch à la demande de l'archevêque Henri de La Mothe-Houdancourt. Il y est très actif entre 1663 jusqu'à sa mort provoquée par une chute d'un échafaudage en 1690.
Il réalise à partir de 1665 les escaliers à vis. Par contrat il s'engage, le 18 juillet 1670, à réaliser le retable en pierre de la chapelle du Crucifix, et avec l'architecte Pierre Mercier, le retable de la chapelle Saint-Jacques.
Il a réalisé en tant qu'architecte, en collaboration avec Pierre Mercier, les deux tours du massif occidental de la cathédrale en "suivant le plan et anciens dessins" de Jean de Beaujeu pour lesquelles il signe le bail à besogne le 23 août 1670. Le résultat est une cathédrale respectant le plan d'une façade harmonique avec un placage de décor au style Renaissance attardée.
En même temps que la cathédrale, il travaille au couvent des Cordeliers où il réalise un escalier en 1678 et à la maison de l'officialité pour les chanoines de la cathédrale, en 1690.
Il est mort accidentellement en 1690 à Auch.